# Amietophrynus tuberosus
Amietophrynus tuberosus är en groddjursart som först beskrevs av Günther 1858.  Amietophrynus tuberosus ingår i släktet Amietophrynus och familjen paddor. IUCN kategoriserar arten globalt som livskraftig. Inga underarter finns listade i Catalogue of Life.